# ببر بیان
بَبْرِ بَیان یا پلنگینه پوششی بود که رستم سیستانی، پهلوان اسطوره‌ای ایران، در جنگ‌ها بر تن می‌کرد. آب، آتش، و جنگ ابزارها بر این جامه که گویا رویه پشمین داشته کار گر نبوده‌اند. رستم ابتدا در رزم‌های خود زره، سپس گبر یا جوشن و در انتها ببر بیان را بر تن می‌کرد. بر پایهٔ شاهنامه، ببر بیان از پوست یک پلنگ ساخته شده بود و به همین دلیل پلنگینه نامیده می‌شد. این گفته را یک نوشته سعدی نیز تأیید می‌کند. بر پایهٔ فرامرزنامه، ببربیان پس از رستم به پسرش فرامرز رسید.
یکی جامه دارد ز چرم پلنگ -     بپوشد بر و اندر آید بجنگ 
همي نام ببربيان خواندش -      ز خفتان و جوشن فزون داندش 
نسوزد در آتش نه از آب تر -    شود چون بپوشد برآیدش پر

## پیرامون واژه
این واژه از دو بخش ببر + بیان ساخته شده‌است. بخش نخست، ببر که معنی واضحی دارد، ولی در مورد بخش دوم آن گمانه‌زنی‌های زیادی مطرح شده که هیچ‌کدام را به درستی نمی‌توان پذیرفت. چرا که این نام ریشه فارسی ندارد و در نوشته‌های پهلوی نیز از آن نام برده نشده‌است.
بر پایهٔ گفتهٔ اسدی توسی در لغت فرس، این جامه از بهشت برای رستم آمده بوده‌است. بر پایهٔ روایتی دیگر، رستم در چهارده‌سالگی جانوری به نام «ببر بیان» را در هندوستان می‌کشد که این جانور در هر هفته یک روز از دریا بیرون می‌آمده‌است. رستم از پوست این جانور جامه‌ای برای خود می‌سازد و آن را ببر بیان می‌نامد. افزون بر ادبیات فارسی، روایت‌های مشابهی نیز امروزه در به گونهٔ شفاهی در میان ایرانیان پیدا می‌شود که در همهٔ آنها به هند و از دریا بیرون آمدن جانور اشاره شده‌است. آخرین گمانه‌زنی دربارهٔ این نام که محتمل‌ترین آنها هم است، این است که بیان ممکن است نام یک جای بوده باشد. به احتمال فراوان این‌جای باید شهر Bayāna در هندوستان بوده باشد. همچنین جغرافی‌دانان از شهر دیگری به نام Bayān هم در رود فرات در خوزستان نام می‌برند.
برخی این کلمه را حاصل پندار و حدس قیاسی از ژیان توسط فرهنگ نویسان ندانسته بلکه آن را دارای ریشه‌ای چند هزار ساله و ردّپایی واضح می دانند. و آن ریشة مصدر هند و اروپایی بهی است که تقریباً دست نخورده در سانسکریت باقی می‌ماند و در اوستایی بی می‌شود و همه جا معنی خوف و ترس می‌دهد. مصدر اوستایی بی در راه دراز تحوّل خود، حتّی به کنار چین می‌رسد و در میان ایرانیان ختن، به شکل بیه به معنی ترس و سرانجام در پهلوی و فارسی به بی تبدیل می‌گردد و در بیم به معنی ترس نگاه‌ داشته می‌شود. پس اولا بِیان (به کسرة ب) درست است نه بَیان (با فتحة ب) و معنی بیان خوفناک، بیمناک و ترس‌انگیز می‌باشد و آن مناسبت کامل با جامة رستم زال ساخته شده از پوست ببر وحشی داشته است؛ یعنی پوست ببری که بی (= بیم) می‌آورد.

***
ببر برابر با واژه اوستایی بورا(BAWRA) و واژه پهلوی ببرگ(BABRAG) با واژه بپر(BAPR) که به معنای جانور ببر به کار می رود متفاوت است این واژه در حقیقت به معنای ده هزار است. (فرهنگ واژه های هندو اروپایی زبان پارسی)
بیان نام کوهی است(شاید در هندوستان). (رویه ۹۲۷ از فرهنگ واژه های ایران کهن)
شاید این دو واژه با هم نام مکانی باشد. چون این جامه از پوست پلنگ ساخته شده بوده و فردوسی بزرگ در وصف این جامه باید آنرا چرم ببر به جای پلنگ می نوشت.
چه دریاش پیش و چه ببر بیان - چه درنده شیر و چه پیل ژیان